# Stygarctus abornatus
Stygarctus abornatus är en djurart som tillhör fylumet trögkrypare, och som beskrevs av McKirdy, Schmidt och McGinty-Bayly 1976. Stygarctus abornatus ingår i släktet Stygarctus och familjen Stygarctidae. Inga underarter finns listade i Catalogue of Life.